# Wut

Eine Körperhaltung, an der extreme Wut abgelesen werden kann

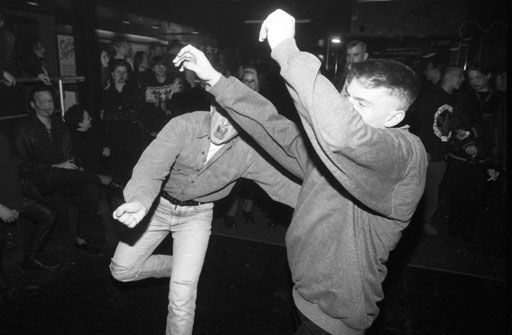
Ausagieren von Wut beim Pogotanzen

Die Wut (auch lateinisch Furor‚ Raserei, Leidenschaft, Wahnsinn‘ oder französisch Rage [ʀaʒ] ‚Raserei, Zorn, Toben‘) ist eine sehr heftige Emotion und häufig eine impulsive und aggressive Reaktion (Affekt), die durch eine als unangenehm empfundene Situation oder Bemerkung, z. B. eine Kränkung, ausgelöst worden ist. Die resultierende Affekthandlung wird als Raserei oder Wüten bezeichnet. Wut ist heftiger als der Ärger und schwerer zu beherrschen als der Zorn. Wer häufig in Wut gerät, gilt als Wüterich. Implizit ist damit ausgesagt: Wer leicht in Wut gerät, ist weniger gut imstande, sich selbst zu kontrollieren.
Die Ableitung des italienischen Furore für „rasenden Beifall“ sowie „Leidenschaftlichkeit“ wird im Zusammenhang mit Furore machen als „großes Aufsehen erregen“ und „Beifall erringen“ definiert.

## Etymologie
Das nur im Singular gebrauchte Wort „Wut“ geht über althochdeutsch wuot (belegt seit dem 9. Jahrhundert, lateinisch übersetzt mit rabie, furor und insania) als substantiviertes Eigenschaftswort mit zugrundeliegendem germanisch *wôda („erregt, besessen“) auf die indogermanische Wurzel *wat- („blasen“, im Sinne von „anblasen“ in Bezug auf die mit dem Mund angeblasene oder mit dem Fächer angefachte Glut). Die Ableitung „wüten“ ist bereits für das 8. Jahrhundert belegt.

## Sicht der Psychologie
Psychologen grenzen die Wut von Zorn und Ärger ab, indem sie von einem „höheren Erregungsniveau“ und stärkerer Intensität sprechen. „Von Zorn spricht man dann, wenn die Angelegenheit, die uns ärgert, nicht primär auf unser Ich bezogen ist, sondern auf etwas Übergreifendes… Der Zorn ist etwas distanzierter als die Wut (…)“ (Verena Kast, Vom Sinn des Ärgers).
Die Entstehung von Wut wird psychologisch analog zur Entstehung von Aggressionen erklärt. Dazu gibt es im Wesentlichen drei Theorien:
- Die Triebtheorie nach Sigmund Freud geht von einem angeborenen Aggressionstrieb aus. Wird er prinzipiell unterdrückt, kommt es zu seelischen Störungen.
- Die Frustrations-Aggressions-Theorie geht davon aus, dass Aggressionen grundsätzlich Reaktionen auf Frustration sind. Wut ist demnach eine Abreaktion.
- Die Lerntheorie nach Albert Bandura stellt Aggression als erlerntes Verhalten dar. Sie sei ein Verhaltensmuster, das durch bestimmte Erfahrungen und das Lernen von Vorbildern antrainiert werde.

Es gibt in der Psychologie jedoch auch übergreifende Ansätze, in denen mehrere Erklärungen aufgegriffen werden.
Die Äußerungen von Wut und Aggression gehen nach Rainer Schandry (s. u.) in den Grundelementen auf genetische Fundierungen zurück, bei der Ausgestaltung der Wutausbrüche in bestimmten konkreten Situationen jedoch auf Lernvorgänge und kognitive Prozesse. Form und Art der Wutausbrüche, das konkrete Verhalten eines Wutausbruchs orientieren sich demnach an sozialen Normen und Vorbildern, die sich in verschiedenen Gesellschaften und Gesellschaftsarealen unterschiedlich entwickeln können.

## Konstruktive Wut
Neben ihrer impulsiven und potenziell destruktiven Wirkung wird Wut in psychologischen und pädagogischen Kontexten auch als konstruktive Emotion beschrieben. Sie zählt zu den menschlichen Grundemotionen und erfüllt Funktionen wie Selbstschutz, Abgrenzung und die Artikulation eigener Bedürfnisse.
Als Ausdruck innerer Klarheit kann Wut dazu beitragen, Verantwortung zu übernehmen, Entscheidungen zu treffen und zu vertreten sowie für sich selbst und andere einzustehen. Sie ermöglicht das Setzen von Grenzen, die Formulierung der eigenen Meinung und das Bitten um Hilfe. Dabei gilt als gesund, wenn Wut der Situation angemessen ist und bewusst geäußert werden kann.
Die Unterscheidung zwischen destruktiver und konstruktiver Wut wird unter anderem bei Juul und von Aderkas thematisiert: Während unbewusst ausagierte Wut zerstörerisch wirken kann, wird gezielt eingesetzte Wut als lebensdienlich verstanden.

## Wutanfall

### Allgemeines
Unter Wutanfall versteht man einen meist kurzzeitigen partiellen oder völligen Verlust der Kontrolle über das Gefühl der Wut; man spricht hier vom Affekt. Wutanfälle richten sich gegen Personen, Tiere, Institutionen oder auch Sachen und haben oft einen konkreten Auslöser, der aber nicht zwangsläufig identisch mit dem Ziel der damit verbundenen Attacke sein muss. Der Wutanfall wird auch als Überreaktion bezeichnet und gilt deshalb in den meisten Kulturen als Charakterschwäche. Analog gilt es oft als Charakterstärke, sich nicht aus der Ruhe bringen zu lassen, sondern die Contenance zu wahren bzw. kühl zu bleiben.
Prinzipiell kann in Ausnahmesituationen und unter starkem Stress jeder Mensch einen Wutanfall erleiden, wobei jedoch eine Neigung zu solchen bei Erwachsenen als cholerisch gilt. Bei Kleinkindern gehören Wutanfälle in einer bestimmten Phase zur psychischen Entwicklung.
Wutanfälle sind auch typisch für einige psychische Störungen wie beim Hospitalismus/Deprivationssyndrom. Hier treten Wutanfälle außergewöhnlich oft, überdurchschnittlich lang und meist auch sehr intensiv auf. Auch bei geistig behinderten Menschen kommt es leichter zu Wutanfällen, da deren Fähigkeit zur Kontrolle und Verarbeitung so starker Emotionen oft eingeschränkt ist. Bei Autismus sind Wutanfälle von Meltdowns zu unterscheiden, die keine Wutausbrüche darstellen, sondern andere Ursachen haben.
Ein Wutanfall kann absichtlich oder unabsichtlich hervorgerufen werden. Dazu genügen oft schon kleine Reizworte oder Handlungen, die für sich genommen eigentlich keine Bedeutung hätten. Die Redewendung „jemanden auf die Palme bringen“ beschreibt dies bildlich. Neben dem externen Auslöser gibt es auch die Möglichkeit, sich selbst in einen Wutanfall zu steigern.

### Wutanfälle beim Kind
Bei Kindern im Alter von ein bis vier Jahren sind Wutanfälle ein weit verbreitetes und normales Verhalten. Enttäuschungen führen bei vielen Kindern in dieser Altersgruppe zu eskalierenden körperlichen und verbalen Reaktionen wie Sich-auf-den-Boden-Werfen, Weinen, Schreien, Treten, Schlagen und Werfen von Objekten. Müdigkeit und Hunger können das Verhalten verstärken. In Elternratgebern wird meist empfohlen, Wutanfälle zu ignorieren, Ruhe zu bewahren und das Kind Selbstbeherrschung durch ein gutes Vorbild zu lehren. Wenn Kinder die Erfahrung machen, dass sie sich mit Wutanfällen wirkungsvoll durchsetzen, können diese zu einer erlernten Angewohnheit werden. Der amerikanische Kinderarzt William Sears unterscheidet allerdings zwischen manipulativen Wutanfällen einerseits, die durch Nichtbeachtung entmutigt werden sollten, und Enttäuschungs-Wutanfällen andererseits, in denen das Kind wirklich Trost und Zuspruch benötigt, um die Aufgabe, an der es zu scheitern fürchtet, doch noch zu bewältigen; eine Handhabe, wie beides voneinander zu unterscheiden sei, gibt er jedoch nicht.
In vielen Elternratgebern werden Techniken des Krisenmanagements beschrieben sowie auch Methoden der Prävention und der frühzeitigen Deeskalation sich anbahnender Wutanfälle. In vielen Schulen wird heutzutage ein Training gepflegt, in dem Kinder lernen, Konflikte verbal auszutragen.
Lässt das Verhalten mit dem Heranreifen – besonders mit der Entfaltung der Verbalisationsfähigkeit – nicht nach oder besteht über das vierte Lebensjahr hinaus fort, so könnte es sich chronifiziert haben oder auf eine der Diagnostik bedürftige Störung hinweisen, und ein Kinderpsychologe sollte zu Rate gezogen werden.

## Umgang mit Wut
Die Wut gilt in den meisten Kulturen als verwerflich und ist gesellschaftlich nicht akzeptiert. Sie entspricht nicht dem erwarteten Sozialverhalten. Dennoch hilft sie in manchen Fällen, den Willen durchzusetzen.
Wissenschaftliche Studien zeigen, dass häufig unterdrückte Wut Krankheiten hervorrufen kann, vergleichbar mit ständiger Belastung durch Stress. Als beobachtete Gesundheitsfolgen werden unter anderem erhöhter Cholesterinspiegel, Bluthochdruck, erhöhtes Herzinfarktrisiko und Erkrankungen des Herz-Kreislauf-Systems genannt. Dennoch vermindert das ständige Ausleben von Aggressionen das Risiko nicht, die genannten Erkrankungen zu erleiden. Im Gegenteil – es nimmt sogar zu. Die Erklärung dafür ist, dass Ärger die Produktion von Adrenalin und Noradrenalin, also von Stresshormonen steigert. Diese haben unter anderem Einfluss auf die Blutgerinnung.
Manche Psychologen gehen davon aus, dass unterdrückte Wut eine Ursache von Depressionen, Essstörungen und Alkoholismus ist.
In der Ratgeberliteratur wird empfohlen, Wut angemessen auszudrücken oder zu kanalisieren, etwa durch Sport, Gespräche, Imaginationen, kreativen Ausdruck oder Entspannungsmethoden.

## Filmische Erwähnung
- Der britische Endzeit-Horrorfilm 28 Days Later (2002) und dessen Fortsetzung 28 Weeks Later (2007) handelt vom sogenannten „Wut-Virus“, welches den Betroffenen innerhalb von zehn bis zwanzig Sekunden in einen des Sprechens unfähigen Rasenden ohne menschliche Vernunft transformiert, der jeden Nichtinfizierten sofort bestialisch angreift und somit ebenfalls infiziert.
- Der deutsche Fernsehfilm Wut (2006) beschreibt die Konflikteskalation zwischen einer Familie des Bildungsbürgertums und einem türkischstämmigen Jugendlichen aus einfachen Verhältnissen.